# Paddy Barnes
Patrick Gerard Barnes, detto Paddy (Belfast, 9 aprile 1987) è un pugile irlandese, originario dell'Irlanda del nord.

## Carriera
Nel 2008 a Pechino e nel 2012 a Londra ha vinto due medaglie olimpiche, entrambe di bronzo, nella sua categoria, ossia pesi mosca leggeri.
Ha rappresentato l'Irlanda del Nord ai Giochi del Commonwealth conquistando due medaglie d'oro, nel 2010 e nel 2014. Inoltre ha vinto il titolo europeo nella sua categoria a Mosca nel 2010.
Alle Olimpiadi 2016 svoltesi a Rio de Janeiro è stato il portabandiera dell'Irlanda nel corso della cerimonia di apertura dei Giochi.

## Palmarès
Olimpiadi
- 2 medaglie:
  - 2 bronzi (pesi mosca leggeri a Pechino 2008, pesi mosca leggeri a Londra 2012).

Europei - Dilettanti
- 2 medaglie:
  - 1 oro (pesi mosca leggeri a Mosca 2010)
  - 1 argento (pesi mosca leggeri a Minsk 2013).

Campionati dell'UE - Dilettanti
- 1 medaglia:
  - 1 argento (pesi mosca leggeri a Cetniewo 2008).

Giochi del Commonwealth
- 2 medaglie:
  - 2 ori (pesi mosca leggeri a Delhi 2010, pesi mosca leggeri a Glasgow 2014).